# Pyrenina
Pyrenina es un género de foraminífero bentónico de la subfamilia Nezzazatinae, de la familia Nezzazatidae, de la superfamilia Nezzazatoidea, del suborden Nezzazatina y del orden Lituolida. Su especie tipo es Pyrenina souqueti. Su rango cronoestratigráfico abarca el Albiense superior (Cretácico inferior).

## Discusión
Clasificaciones previas incluían Pyrenina en la superfamilia Haplophragmioidea, así como en el suborden Textulariina del orden Textulariida, o en el orden Lituolida sin diferenciar el suborden Nezzazatina.

## Clasificación
Pyrenina incluye a la siguiente especie:
- Pyrenina souqueti